# Helios Seelinger
Helios Seelinger (Rio de Janeiro, 4 août 1878 - Rio de Janeiro, 21 septembre 1965) est un peintre, dessinateur et caricaturiste brésilien.

## Biographie
Helios Aristides Seelinger naît à Rio de Janeiro le 4 août 1878. Sa famille paternelle est originaire d'Allemagne et se serait installée au Brésil dans les années 1860.
Entre 1891 et 1896, il étudie à l'École nationale des beaux-arts de Rio de Janeiro et à l'atelier de Henrique et Rodolfo Bernardelli,.
Il a une présence constante et prééminente aux Expositions générales des Beaux-Arts, expositions annuelles permanentes d'œuvres d'art, implantées en 1840 par l'Académie impériale des Beaux-Arts (AIBA), à Rio de Janeiro.

## Œuvre
L'œuvre de Helios Seelinger montre, avant tout, des influences symbolistes, avec la prédominance de formes bidimensionnelles et l'absence de perspective.
Le critique Gonzaga Duque définit l'œuvre de Seelinger comme « une tendance impulsive à l'art décoratif. [...] une ingéniosité macabre de contorsions grotesques comme dans une épilepsie des plaisirs ». Selon Duque, l'artiste « touche aux généralités sociales, résume les philosophies appliquées des légendes qui se passent de la phrase écrite ».